# Arz von und zu Vasegg
Ar(t)z(t) von und zu Arzio-Vasegg (auch Wasegg; italienisch d'Arsio, Vasio) war der Name eines Uradelsgeschlechts aus der Grafschaft Tirol, das sich auch nach Österreich, Mährisch-Schlesien und Ungarn ausbreitete und im Mannesstamm erloschen ist. Die Familie ist zu unterscheiden von dem Augsburger Patriziergeschlecht Arzt und den österreich-ungarischen Arz von Straußenburg, zu denen keine Verwandtschaft bestand.

## Geschichte
Die Familie zählte zu den ältesten Geschlechtern Tirols. Bei dem Stammsitz handelt es sich um das Dorf Arsio im oberen Nonstal. Franz Adam von Brandis setzte die Führung des Grafentitels vor das Jahr 1007 an, als angeblich Helmtrud, Gemahlin Parzival von Kaldoess, als Gräfin von Arz erwähnt wurde. Jedoch wurde der Familie der Grafentitel erst im 17. Jahrhundert verliehen. Die Herren von Arsio waren zunächst Dienstmannen der Grafen von Eppan und seit dem Ende des 13. Jahrhunderts der Grafen von Tirol. Die Stammreihe beginnt mit Warimbert de Arso, der am 23. Juli 1185 beurkundet ist. Dessen Sohn Arnold erscheint 1231 als Vasalle der Eppaner in Allod. 1281 kaufte Graf Meinhard II. von Tirol das Gericht des Dorfes Arsio, welches die Herren von Arz zum Lehen trugen und eine Lehensschaft des Hochstiftes Trient war. Nikolaus von Arz stand in Opposition gegen Markgraf Ludwig dem Brandenburger. Darauf wurden seine Lehen in Eppan und Kaltern eingezogen. Am 5. Juli 1334 erhielt Niklas von Arz von Herzog Heinrich von Kärnten die Genehmigung zum Bau eines neuen unteren Schlosses, dem heutigen Castello di Sant’Anna, als Tiroler Lehen inkl. der Gerichtsbarkeit über die Pfarre von Arz. Bereits 1334 gehörte dem Geschlecht nur noch ein sechstel des Gerichtes von Arsio, das sie mit den Gerichtsherren von Castelfondo teilten.
In der ersten Hälfte des 15. Jahrhunderts ließ Herzog Friedrich IV. von Österreich die Burgen von Arsio und Fava des Ulrich von Arz auf dem Nonsberg, der mit seinem Widersacher Heinrich IV. von Rottenburg verbündet war, schleifen. Das Castello di Sant’Anna wurde 1428 von Ulrichs Sohn Wilhelm von Arz neu errichtet. Am 25. August 1422 erhielt die Familie einen Wappenbrief und wurde 1472 unter den Tiroler Landständen aufgenommen. Nach dem Erlöschen der von Vasio kam die Familie 1561 in den Besitz von Castel Vasio und nannte sich fortan Arz von Vasegg. Am 17. August 1648 verlieh man in Lienz dem Hauptmann an der Etsch Adam von Arz-Vasegg, seinem Bruder Sigmund und deren Vettern Georg, Christoph und Franz Viktor von Arz-Vasegg die Reichsgrafenwürde. Am 18. März 1664 erhob der Tiroler Landesfürst in Innsbruck Johann Eman, Carl Wilhelm, Horaz und Christoph Wilhelm von Arz in den Grafenstand. Seit 1698 führte die Familie das Amt des Erbkämmerers des Hochstiftes Trient. Anfang des 18. Jahrhunderts lässt sich eine Linie in Vorderösterreich nachweisen. Am 4. April 1703 wurde dem oberösterreichischen Hofkammerrat und von 1683 bis 1704 Obervogt in Spaichingen, Johann Menrad von Arzt das Freiherrendiplom und eine Wappenbesserung verliehen. 1704 bekleidete das Amt des österreichischen Obervogtes dessen Sohn Baron Franz Anton von Arzt.
Die Grafen von Arz wurden bis Ende des 18. Jahrhunderts von den Tiroler Landesfürsten regelmäßig mit Schloss und Burgstall von Arsio belehnt. Daneben verfügten sie auch über das Patronatsrecht der Pfarrkirche von Arsio. Das Geschlecht teilte sich mit Adam und Sigismund in eine jüngere und ältere Linie. Zu der letzteren gehörte Johann Graf Arz von Wasegg. Seiner Ehefrau Karoline geb. Gräfin Tenczin-Paczensky fiel 1812 die Herrschaft Meltsch und Wigstein zu, worauf der Zweig in Österreich-Schlesien ansässig wurde. Am 13. Mai 1813 erhielt die Familie in Wien das böhmische Inkolat. Über Bozen waren die meisten Mitglieder Ende des 19. Jahrhunderts nach Wien gezogen. 1882 baten der k. k. Rittmeister Graf Roderich Arz-Vasegg von Neuhaus und sein Sohn Ferdinand um die richtige Feststellung der Schreibweise ihres Familiennamens. Die Familie blühte noch nachweislich bis in die 1960er Jahre als Graf Roderich Arz, Gutsbesitzer in Keményegerszeg, das Stammschloss Castello di Sant’Anna an die damalige Pächterfamilie verkaufte.

## Besitzungen

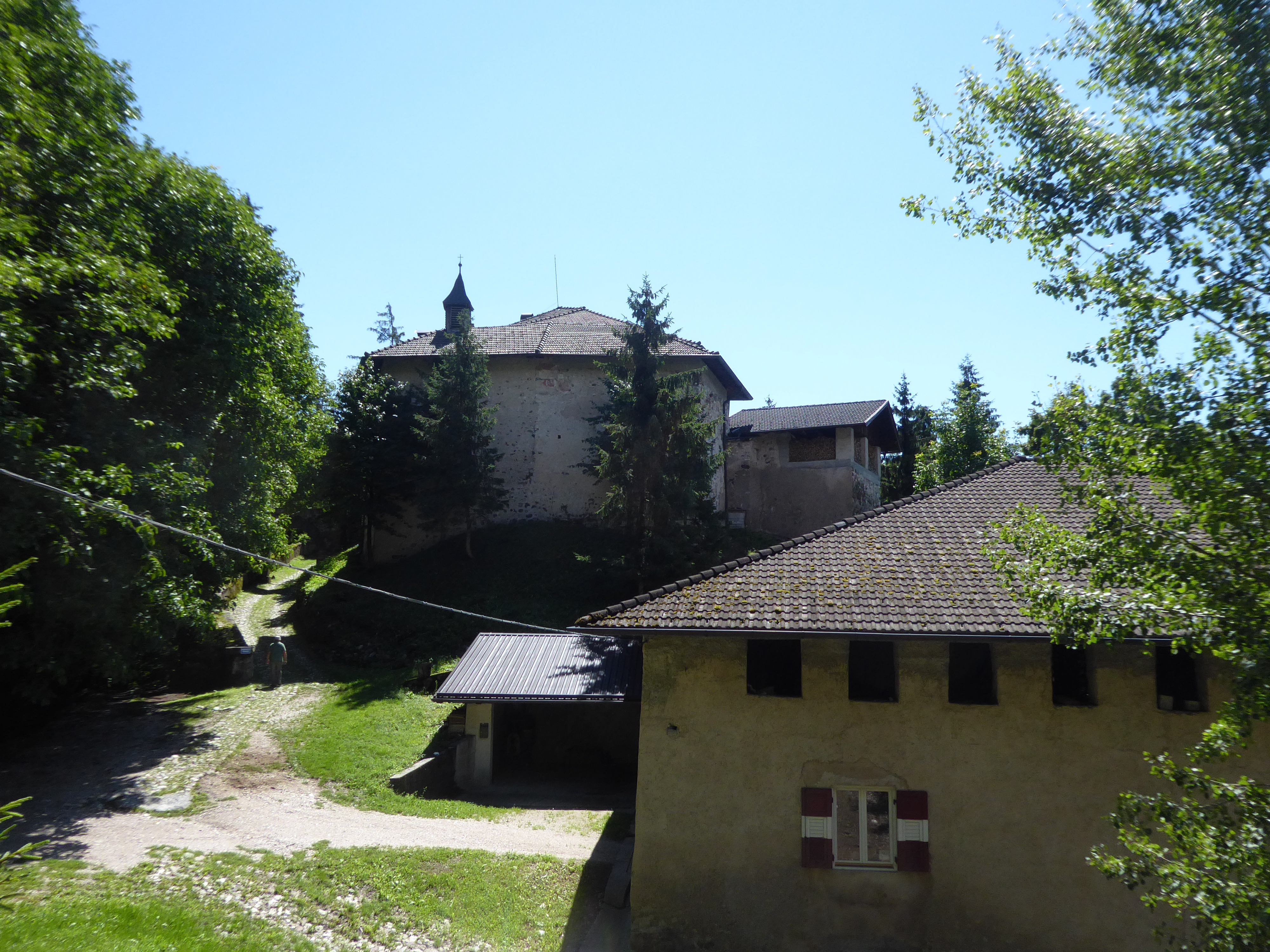
Castello di Sant’Anna
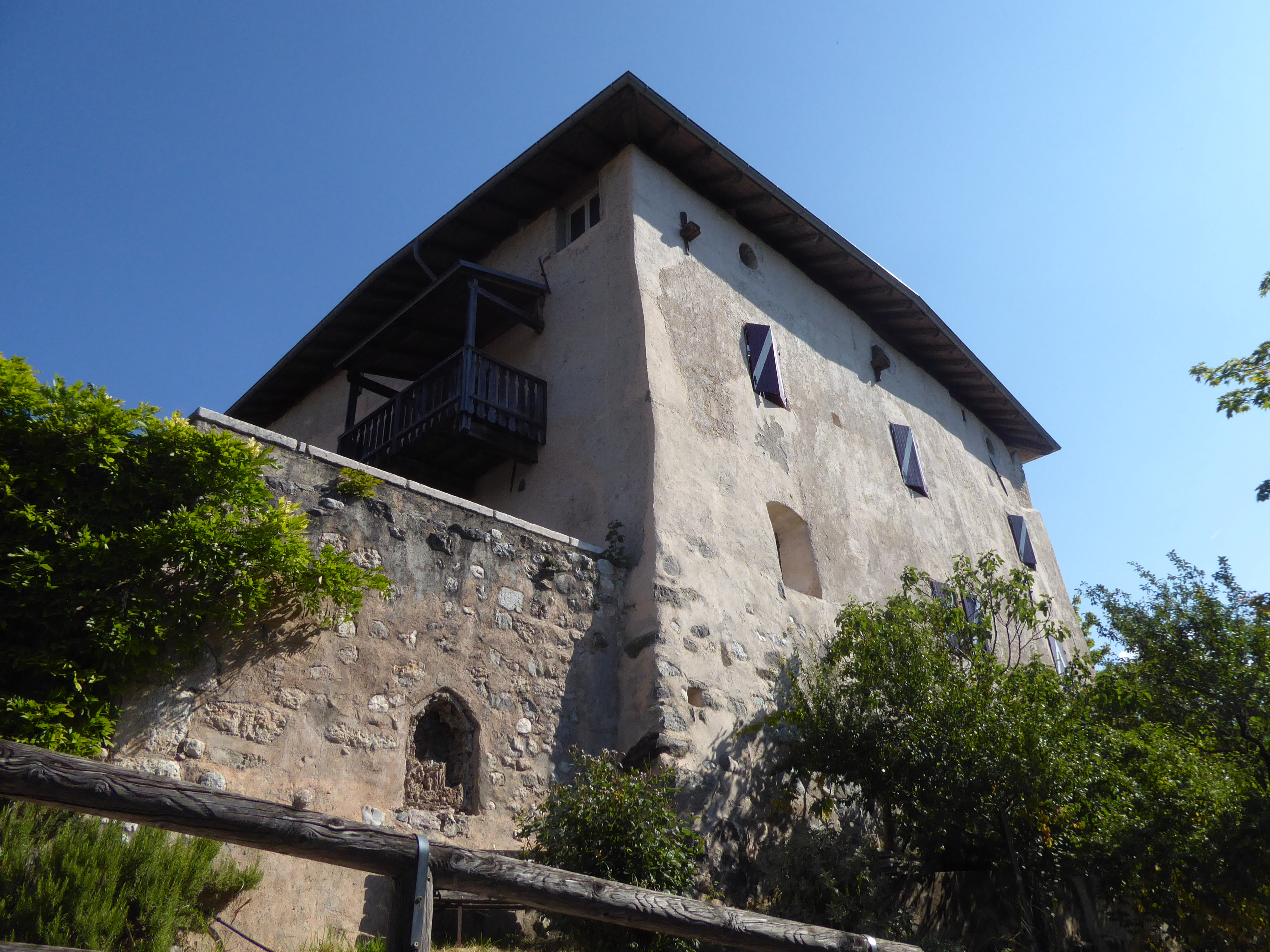
Castel Vasio
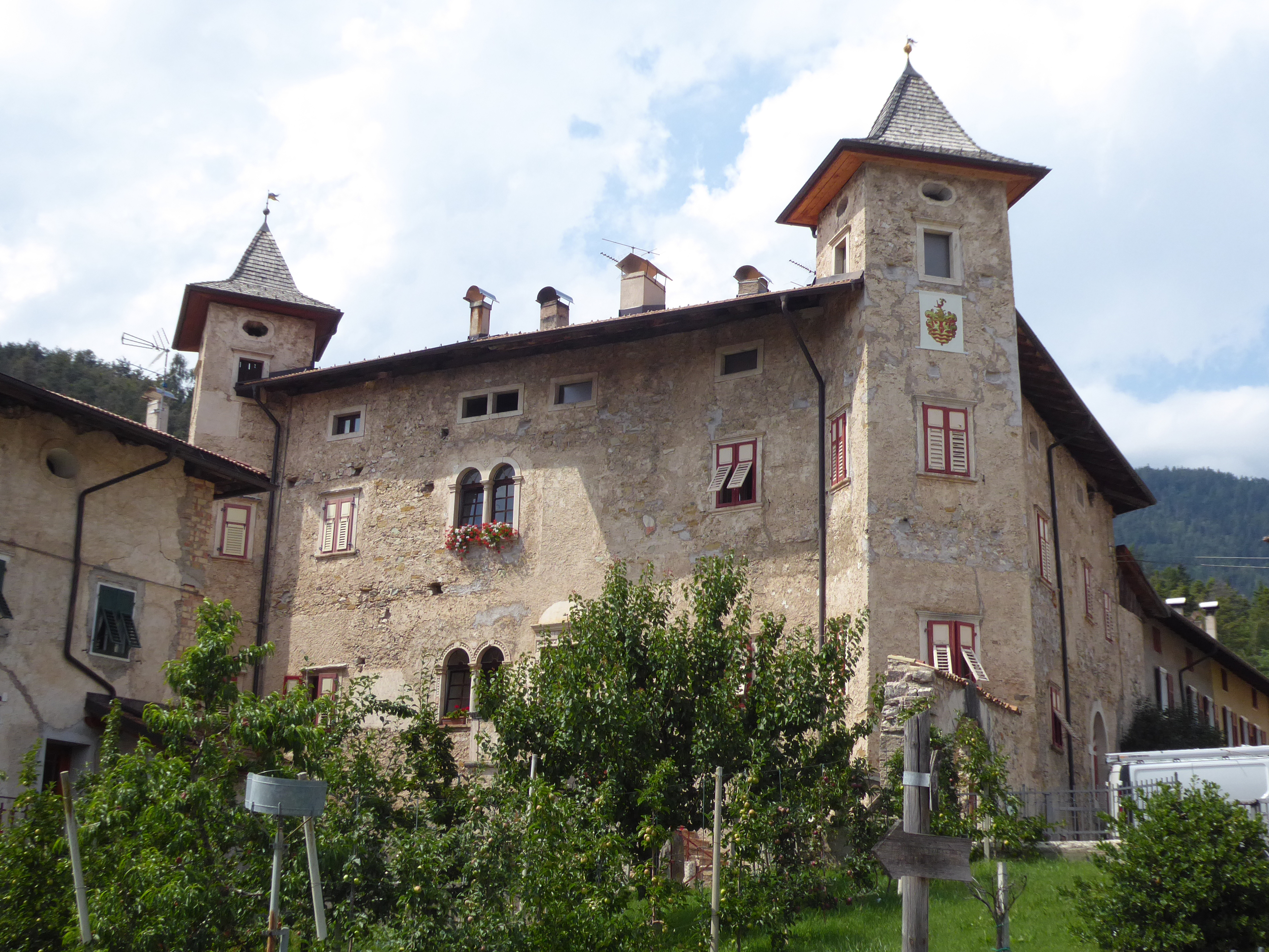
Palazzo Manincor
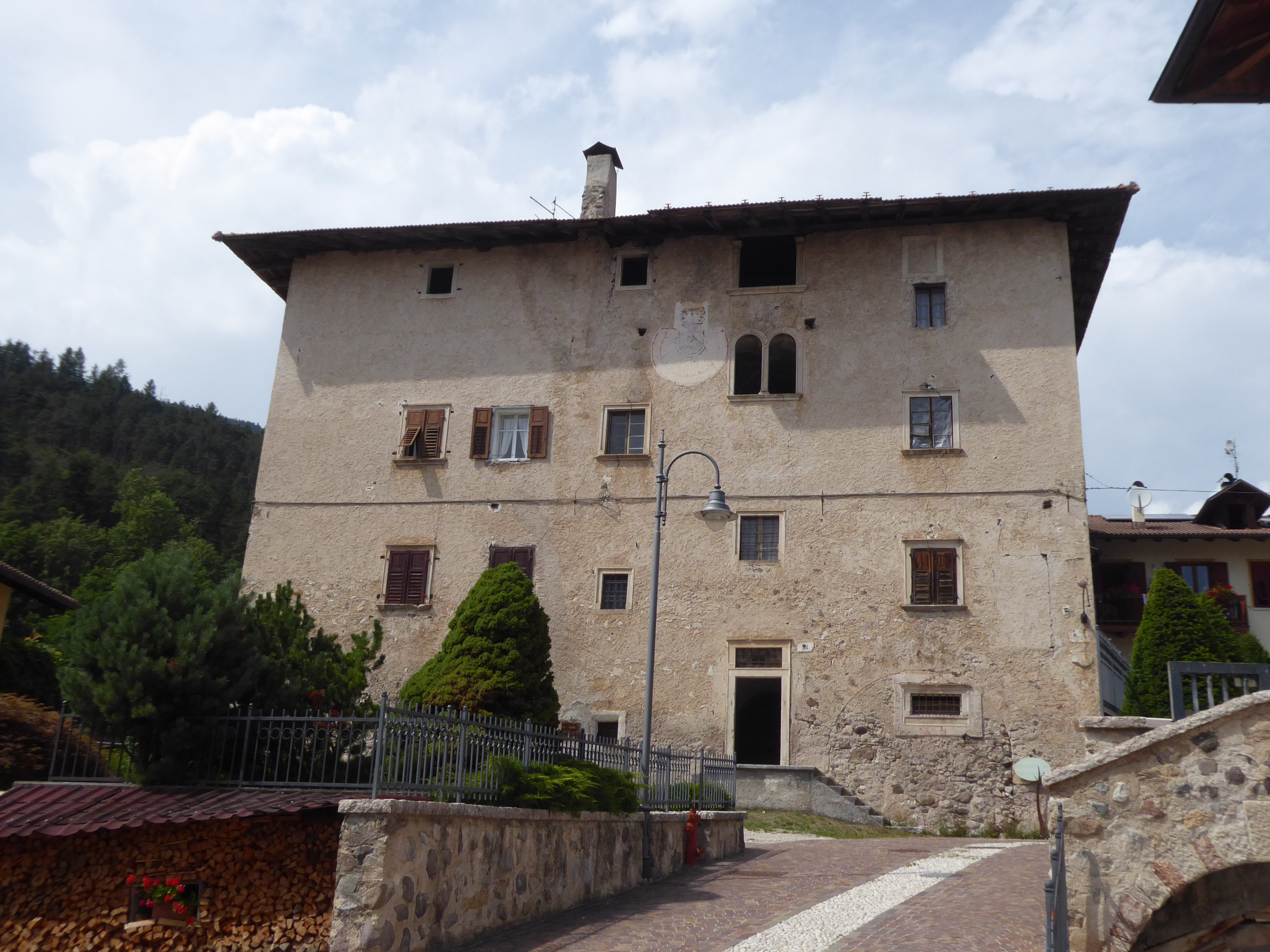
Castel San Giovanni
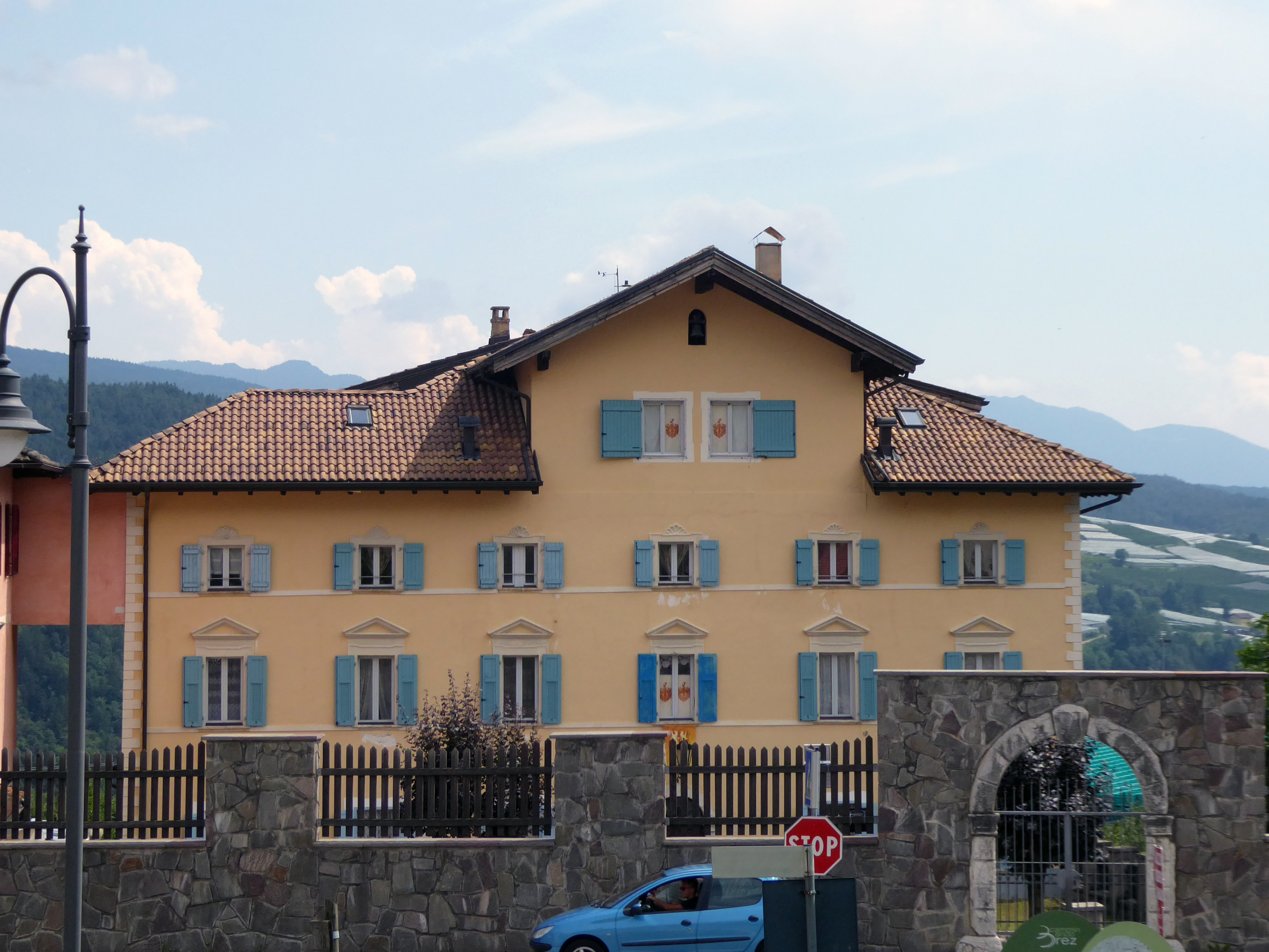
Palazzo Arzberg Freihaus
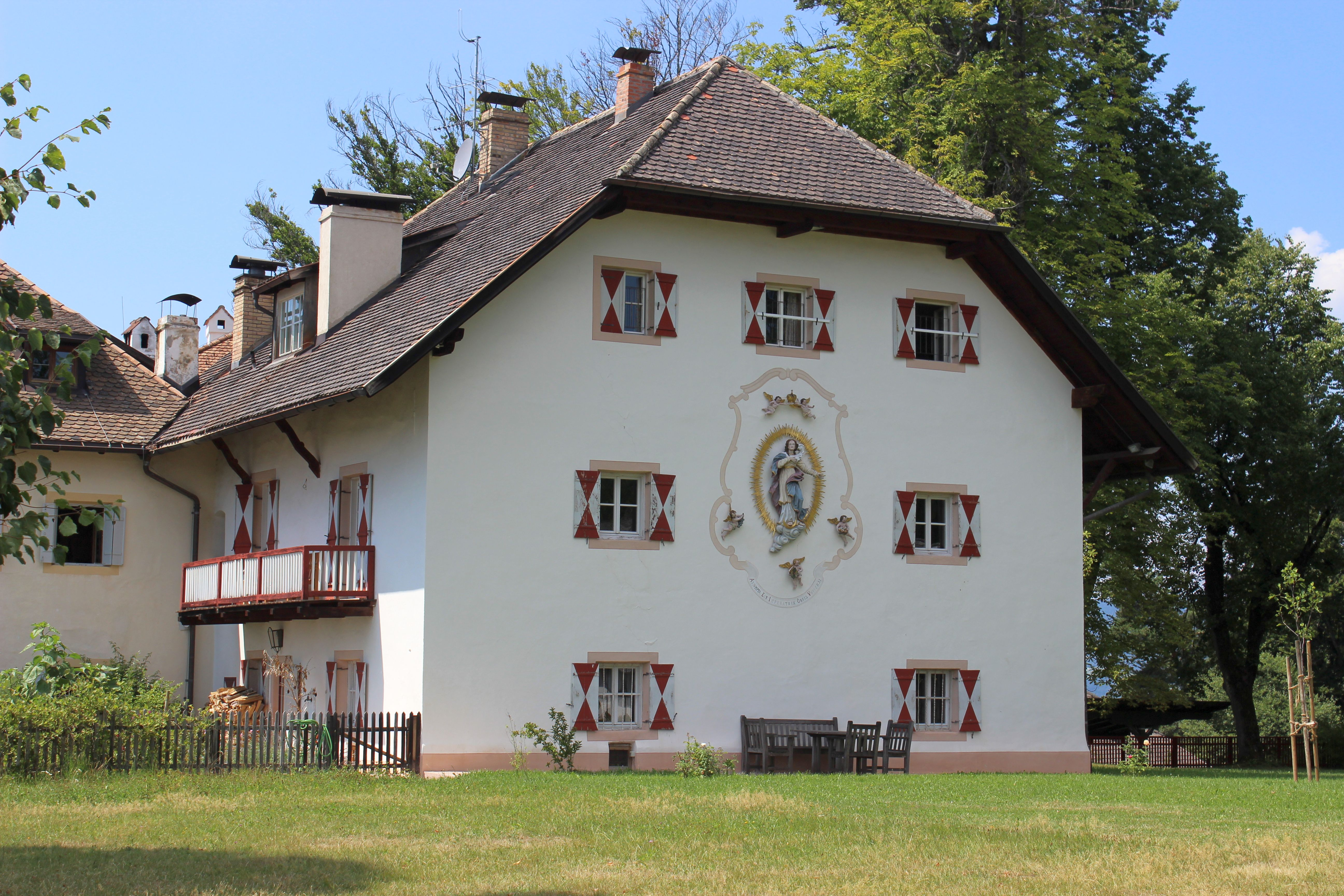
Haus Arz
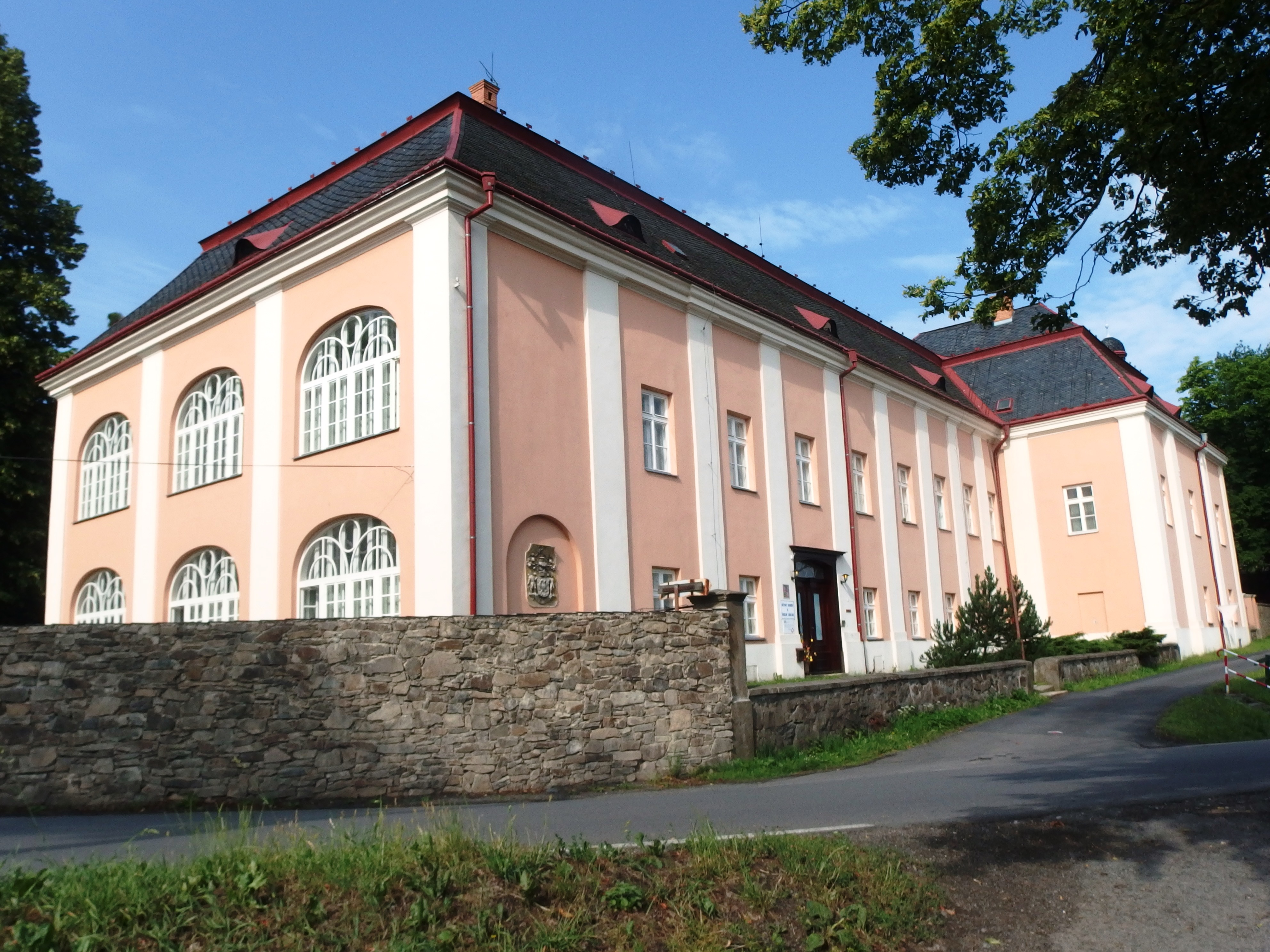
Schloss Meltsch
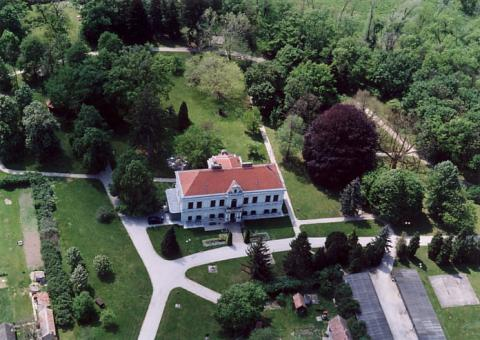
Schloss Markusovszky

## Wappen
Stammwappen: In Rot zwei halbe gegeneinander gekehrte silberne Löwen.

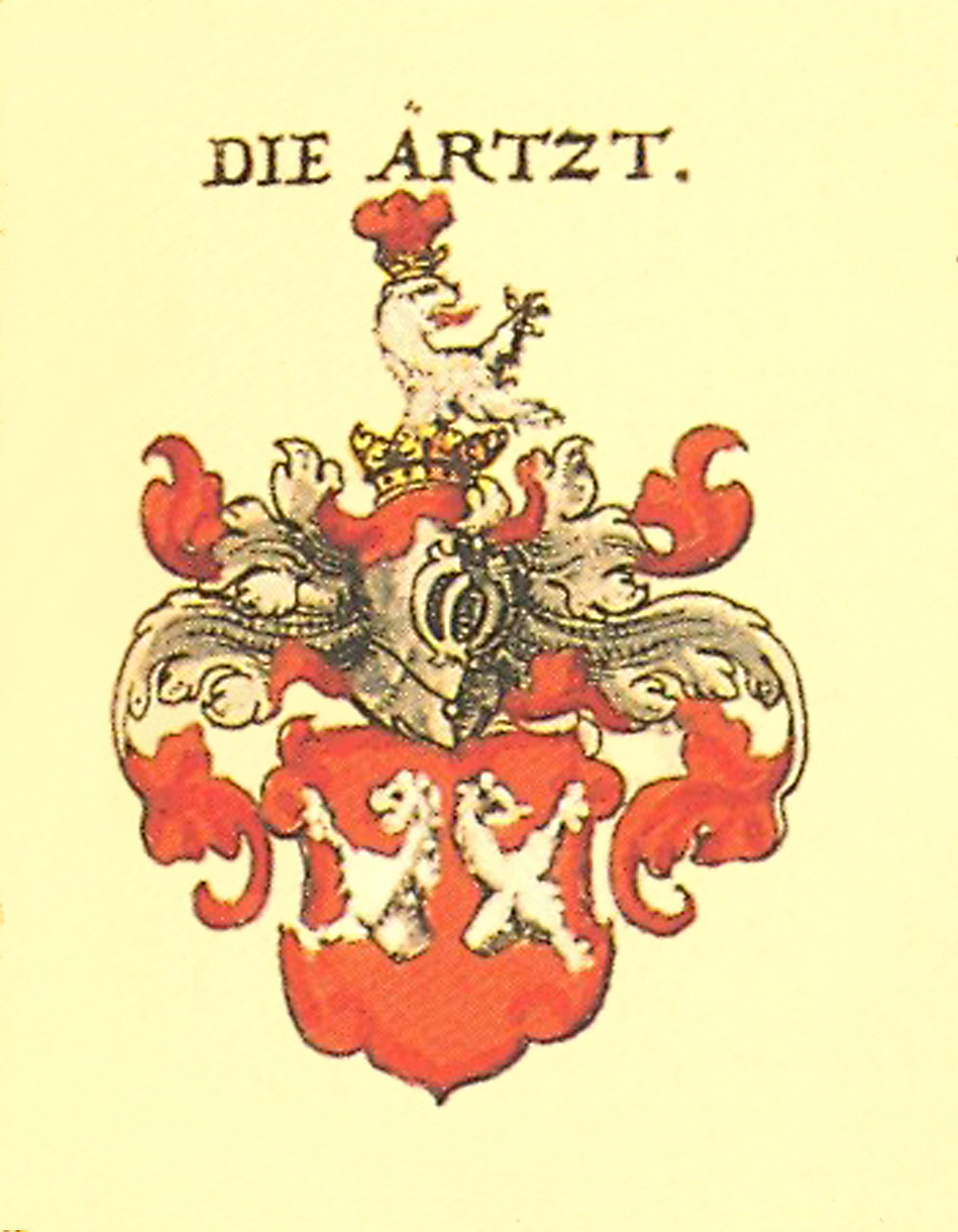
Stammwappen im Johann Siebmachers Wappenbuch von 1605
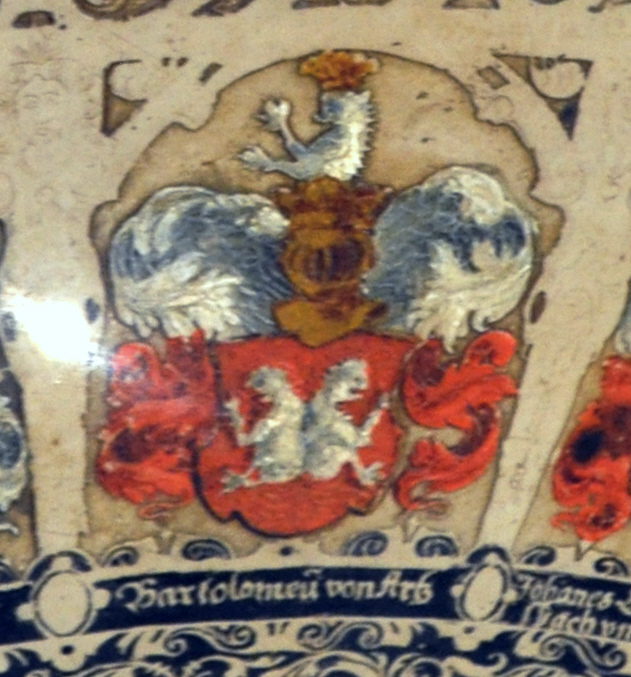
Wappen des Passauer Domkapitulares Bartholomeus von Artz
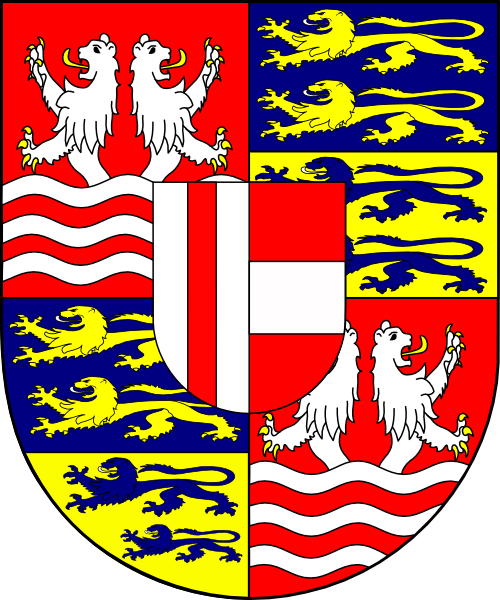
Wappen von Edmund Maria Joseph Artz von und zu Vasegg
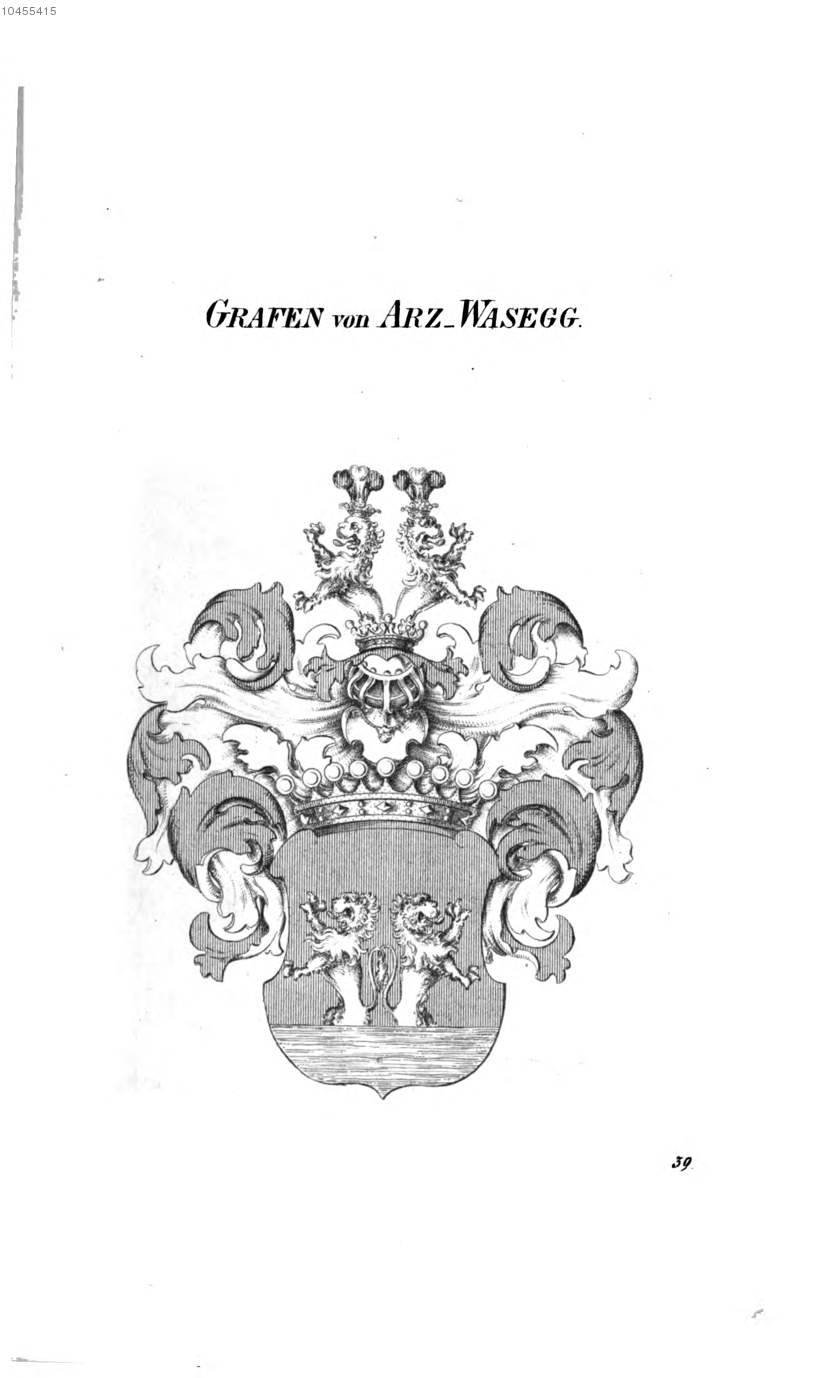
Wappen der Grafen von Arz-Wasegg
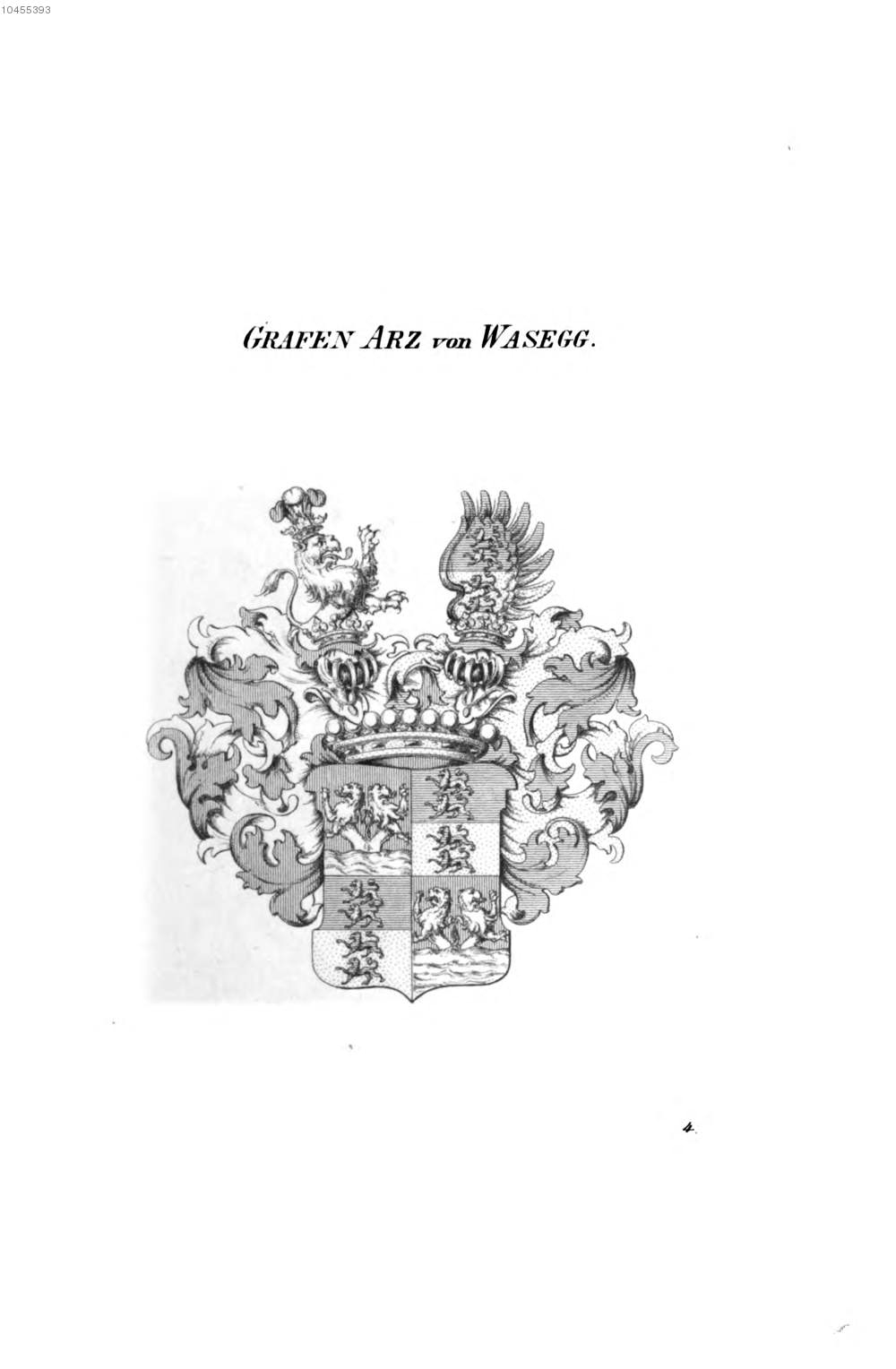
Geviertes Wappen der Grafen Arz von Wasegg

## Genealogie

### Hauptlinie
1. Johann Wilhelm von Arz; ⚭ Regula Freiin von Nomi
  1. Christoph von Arz, erw. 1530; ⚭ Brigitta von Halsleb
    1. Georg Wilhelm von Arz von Vasegg; ⚭ Anna von Lichtenstein zu Karneid
      1. Sigismund von Arz (1596–1642); ⚭ 1.) Elisabeth Payer von Caldif; ⚭ 2.) Vincentia Katharina Freiin Fieger von Hirschberg
        1. Adam Reichsgraf Arz von Vasegg (* 1631); ⚭ Maria Isabella Gräfin zu Spaur und Flavon
          1. Sigismund Hieronymus Graf Arz von Vasegg (1667–1748); ⚭ Maria Klara Freiin Vintler von Platsch
            1. Adam Felix Wilhelm Graf Arz von Vasegg (* 1708); ⚭ Maria Elisabeth Gräfin zu Spaur und Flavon
              1. Johann Nepomuk Romed Aloys Adam Graf Arz von Vasegg (1751–1809), k. k. Kämmerer; ⚭ Maria Anna Gräfin von Wolkenstein-Trostburg

        2. Sigismund Reichsgraf Arz von Vasegg (* 1643); ⚭ Maria Anna Gräfin Arz von Wasegg
          1. Sigismund Franz Alphons Anton Graf Arz von Vasegg (* 1669); ⚭ Maria Theresia Gräfin Fieger von Friedberg
            1. Felix Georg Heinrich Sigismund Graf Arz von Vasegg (1727–1807);[9] ⚭ 1.) Marentia Felicitas Gräfin von Thun und Hohenstein; 2.) Maria Walburga Gräfin von Welsperg
              1. Johann Graf Arz von Vasegg (1770–1841); ⚭ Karoline Gräfin Paczinsky von Tenczin

### Ältere Tiroler Linie
1. Johann Nepomuk Romed Aloys Adam Graf Arz von Vasegg (1751–1809), k. k. Kämmerer; ⚭ Maria Anna Gräfin von Wolkenstein-Trostburg
  1. Franz Graf Arz von und zu Vasegg († 1822), k. k. Kämmerer in Rovigo; ⚭ 1817 Johanna Gräfin Khuen von Belasy
    1. Anton Graf Arz von und zu Vasegg (* 1820), k. k. Kämmerer und Stadthaltereirat in Innsbruck
    2. Caroline Gräfin Arz von und zu Vasegg (* 1821); ⚭ 1843 Matthäus Graf Thun von Castel

  2. Emanuel Graf Arz von und zu Vasegg (1784–1850), k. k. Kämmerer in Bozen; ⚭ 1820 Anna Gräfin Khuen von Belasy
    1. Oliver Graf Arz von und zu Vasegg (1821–1887); ⚭ 1851 Lucretia Freiin von Sternbach zum Stock und Luttach
      1. Olivier Graf Arz von und zu Vasegg (1852–1893)
      2. Ludwig Graf Arz von und zu Vasegg (* 1856), k. k. Statthaltereisekretär in Trient
      3. Ida Gräfin Arz von und zu Vasegg, Stiftsdame in Bozen

    2. Evarist Graf Arz von und zu Vasegg (1824–1868), k. k. Kämmerer in Bozen; ⚭ 1856 Marie Gräfin von Sarnthein[10]
      1. Anna Maria Antonia Josepha Gräfin Arz von und zu Vasegg (1861–1940), Sternkreuzdame; ⚭ 1893 Rudolf Graf von Huyn

    3. Johann Graf Arz von und zu Vasegg (1836–1892), k. k. Rittmeister in Wien; ⚭ 1868 Marie Gräfin Arz von und zu Vasegg
      1. Evarist Graf Arz von und zu Vasegg (1869–1915); ⚭ 1905 Olga Marschovsky
      2. Johann Emanuel Arz von und zu Vasegg (* 1878)

### Jüngere Schlesische Linie
1. Johann Graf Arz von Vasegg (1770–1841);[11] ⚭ Karoline Gräfin Paczinsky von Tenczin
  1. Anna Gräfin Arz von Vasegg (* 1798), Sternkreuzdame; ⚭ Anton Freiherr von Skrbensky
  2. Karl Emanuel Graf Arz von Vasegg (1799–1879); ⚭ Marie Freiin Skrbensky von Hritzie, Sternkreuzdame
    1. Felix Graf Arz von und zu Vasegg (1838–1891), Ehrenritter des Malteserordens, starb in Berlin; ⚭ Paula Freiin von Pereira
      1. Felicie Gräfin Arz von und zu Vasegg (* 1869); ⚭ 1893 Alexander Blaskovich von Eberczk

    2. Marie Gräfin Arz von und zu Vasegg (* 1841), Sternkreuzdame; ⚭ 1868 Johann Graf Arz von und zu Vasegg

  3. Marie Gräfin Arz von Vasegg (* 1806); ⚭ Gottfried Freiherr von Schneeburg
  4. Ferdinand Graf Arz von Vasegg (1809–1841); ⚭ 1831 Ludovika Freiin Zawisch von Ossenitz
    1. Caroline Gräfin Arz von und zu Vasegg (* 1832); ⚭ 1855 Eugen Graf von Kielmansegg
    2. Ida Gräfin Arz von und zu Vasegg (* 1833), Sternkreuzdame und k. k. Palastdame; ⚭ 1855 Felix Graf Vetter von der Lilie
    3. Roderich Leonhard Graf Arz von und zu Vasegg (1837–1900), k. k. Kämmerer in Wien; ⚭ 1860 Anna Freiin Czeike von Badenfeld
      1. Ferdinand Karl Leonhard Graf Arz von und zu Vasegg (1862–1907), k. k. Kämmerer; ⚭ 1890 Irma von Kies
        1. Roderich Graf Arz von und zu Vasegg (* 1891), k. k. Oberstleutnant
        2. Alice Gräfin Arz von und zu Vasegg (* 1892); ⚭ 1929 Valentin Graf Bethlen
        3. Margit Gräfin Arz von und zu Vasegg (* 1893); ⚭ 1912 Hubert Graf Vojkffy

      2. Irene Gräfin Arz von und zu Vasegg (* 1862)
      3. Paul Roderich Graf Arz von und zu Vasegg (1865–1927); k. k. Kämmerer und Oberstleutnant

## Persönlichkeiten
- Edmund Maria Josef Artz von und zu Vasegg (1739–1805), Weihbischof in der Erzdiözese Wien
- Joseph Graf von Arz und Vasegg, 1794 Domherr in Trient[12]